# Lista dos duques da Borgonha
O Ducado da Borgonha foi um dos estados mais importantes da Europa medieval, independente entre 880 e 1482. O feudo do duque da Borgonha correspondia aproximadamente à actual Borgonha, uma região da França. Abaixo segue uma lista com todos os nobres que ostentaram tal o título de duques da Borgonha.

## Lista dos duques da Borgonha

### Casa de Boson
| # | Nome     |  | Início do governo | Fim do governo    | Cognome(s)              | Notas                                                                  |
| - | -------- |  | ----------------- | ----------------- | ----------------------- | ---------------------------------------------------------------------- |
| 1 | Ricardo  |  | 880               | 921               | O Justiceiro            | Recebeu o novo título de duque da Borgonha do rei Luís III de França   |
| 2 | Raul     |  | 921               | 923               | O Justiceiro, O Piedoso | Foi Rei de França a partir de 923.                                     |
| 3 | Hugo     |  | 923               | 952               | O Preto                 | Irmão de Raul, recebeu o ducado quando aquele subiu ao trono da França |
| 4 | Gilberto |  | 952               | 8 de Abril de 956 |                         |                                                                        |

### Casa de Ivrea
| # | Nome           |  | Início do governo      | Fim do governo         | Cognome(s) | Notas                                               |
| - | -------------- |  | ---------------------- | ---------------------- | ---------- | --------------------------------------------------- |
| 5 | Otão           |  | 8 de Abril de 956      | 22 de Fevereiro de 965 |            |                                                     |
| 6 | Eudo Henrique  |  | 22 de Fevereiro de 965 | 15 de Outubro de 1002  | O Grande   | Irmão de Eudo.                                      |
| 7 | Otão Guilherme |  | 15 de Outubro de 1002  | 1004                   |            | Enteado de Eudo-Henrique, também conde da Borgonha. |

Armas dos duques da Borgonha da casa dos Capetos, adoptada provavelmente por Odo II pela primeira vez.

Em 1004, a Borgonha foi anexada pela França.

### Dinastia Capetiana

Armas dos duques da Borgonha, incluindo a flor de lis de Valois e as listas dos Capetos.

| #  | Nome       |  | Início do governo      | Fim do governo         | Cognome(s)     | Notas                                                                                          |
| -- | ---------- |  | ---------------------- | ---------------------- | -------------- | ---------------------------------------------------------------------------------------------- |
| 8  | Roberto    |  | 1004                   | 1016                   | O Pio, o Sábio | Abdicou do ducado a favor do seu filho, Henrique. Também rei de França como Roberto II.        |
| 9  | Henrique   |  | 1016                   | 1032                   |                | Filho de Roberto, cedeu o ducado, quando subiu ao trono da França, ao seu irmão Roberto I.     |
| 10 | Roberto I  |  | 1032                   | 21 de Março de 1076    | O Velho        | Irmão de Henrique.                                                                             |
| 11 | Hugo I     |  | 21 de Março de 1076    | 1079                   |                | Neto de Roberto I. Irmão de Henrique de Borgonha, Conde de Portugal. Abdicou a favor de Odo I. |
| 12 | Eudo I     |  | 1079                   | 23 de Março de 1103    | O Vermelho     | Irmão de Hugo I e de Henrique de Borgonha, Conde de Portugal                                   |
| 13 | Hugo II    |  | 23 de Março de 1103    | 1143                   |                |                                                                                                |
| 14 | Eudo II    |  | 1143                   | 27 de Setembro de 1162 |                |                                                                                                |
| 15 | Hugo III   |  | 27 de Setembro de 1162 | 25 de Agosto de 1192   |                |                                                                                                |
| 16 | Eudo III   |  | 25 de Agosto de 1192   | 6 de Julho de 1218     |                | Casou com sua prima D. Teresa de Portugal, filha de D. Afonso Henriques                        |
| 17 | Hugo IV    |  | 6 de Julho de 1218     | 27 de Outubro de 1271  |                |                                                                                                |
| 18 | Roberto II |  | 27 de Outubro de 1271  | 21 de Março de 1306    |                |                                                                                                |
| 19 | Hugo V     |  | 21 de Março de 1306    | 9 de Maio de 1315      |                |                                                                                                |
| 20 | Eudo IV    |  | 9 de Maio de 1315      | 3 de Abril de 1350     |                | Irmão de Hugo V.                                                                               |
| 21 | Filipe I   |  | 3 de Abril de 1350     | 21 de Novembro de 1361 |                | Neto de Eudo IV.                                                                               |

### Casa de Valois
| #  | Nome       |  | Início do governo      | Fim do governo         | Cognome(s)  | Notas |
| -- | ---------- |  | ---------------------- | ---------------------- | ----------- | --- |
| 22 | João I     |  | 28 de Dezembro de 1361 | 6 de Setembro de 1363  | O Bom       | |
| 23 | Filipe II  |  | 6 de Setembro de 1363  | 27 de Abril de 1404    | O Bravo     | |
| 24 | João II    |  | 27 de Abril de 1404    | 10 de Setembro de 1419 | O Sem Medo  | |
| 25 | Filipe III |  | 10 de Setembro de 1419 | 15 de Junho de 1467    | O Bom       | Em 1430 casou-se em terceiras núpcias com Isabel de Portugal, filha de D. João I. O filho de ambos, Carlos, o Temerário, seria o sucessor. |
| 26 | Carlos I   |  | 15 de Junho de 1467    | 5 de Janeiro de 1477   | O Temerário | |
| 27 | Maria I    |  | 5 de Janeiro de 1477   | 27 de Março de 1482    | A Rica      | Casou-se com Maximiliano I, que governou o ducado em conjunto com a esposa.                                                                |

### Casa de Habsburgo
| #                     | Nome          |  | Início do governo      | Fim do governo         | Cognome(s)    | Notas |
| --------------------- | ------------- |  | ---------------------- | ---------------------- | ------------- | --- |
| 28                    | Maximiliano I |  | 5 de Janeiro de 1477   | 27 de Março de 1482    |               | Esposo e Co-governante de Maria I |
| 29                    | Filipe IV     |  | 27 de Março de 1482    | 25 de Setembro de 1506 | o Belo        | |
| 30                    | Carlos II     |  | 30 de maio de 1516     | 16 de Janeiro de 1556  |               | Dividiu seu Império: deu para Filipe II os Países Baixos, as Coroas de Castela, Aragão, e Sicília e a Borgonha; o Sacro Império foi dado para Fernando I |
| 31                    | Filipe V      |  | 16 de Janeiro de 1556  | 13 de Setembro de 1598 | O Prudente    | |
| 32                    | Filipe VI     |  | 13 de Setembro de 1598 | 31 de Março de 1621    | O Pio         | |
| 33                    | Filipe VII    |  | 31 de março de 1621    | 17 de Setembro de 1665 | O Grande      | |
| 34                    | Carlos III    |  | 17 de Setembro de 1665 | 1º de Novembro de 1700 | O Amaldiçoado | |
| Trono vago: 1700-1713 |               |  |                        |                        |               | |
| 35                    | Carlos IV     |  | 1713                   | 20 de Outubro de 1740  |               | Não deixou herdeiros homens, veja também Guerra da Sucessão da Áustria.                                                                                  |
| 36                    | Maria II      |  | 20 de Outubro de 1740  | 29 de Novembro de 1780 |               | Também Rainha da Hungria . |

### Casa de Lorena
| Nome                                                     | Imagem                         | Nascimento            | Casamento e descendência                                  | Morte                                             |
| -------------------------------------------------------- | ------------------------------ | --------------------- | --------------------------------------------------------- | ------------------------------------------------- |
| Francisco I 20 de outubro de 1740 – 18 de agosto de 1765 | Francisco I, Duque da Borgonha | 8 de dezembro de 1708 | Maria Teresa de Áustria 14 de fevereiro de 1736 16 filhos | 18 de agosto de 1765 (56 anos, 8 meses e 10 dias) |

### Casa de Habsburgo-Lorena
| Nome                                                    | Imagem                          | Nascimento              | Casamento e descendência                                 | Morte                                                |
| ------------------------------------------------------- | ------------------------------- | ----------------------- | -------------------------------------------------------- | ---------------------------------------------------- |
| José I 18 de agosto de 1765 – 20 de fevereiro de 1790   | José I, Duque da Borgonha       | 13 de março de 1741     | Isabel de Parma 6 de outubro de 1760 2 filhos            | 20 de fevereiro de 1790 (48 anos, 11 meses e 7 dias) |
| Leopoldo I 20 de fevereiro de 1790 – 1 de março de 1792 | Leopoldo I, Duque da Borgonha   | 5 de maio de 1747       | Maria Luísa da Espanha 16 de fevereiro de 1764 16 filhos | 1 de março de 1792 (44 anos, 9 meses e 25 dias)      |
| Francisco II 1 de março de 1792 – 31 de agosto de 1795  | Francisco II, Duque da Borgonha | 12 de fevereiro de 1768 | Maria Teresa de Nápoles 15 de setembro de 1790 13 filhos | 2 de março de 1835 (67 anos e 18 dias)               |